# Добри Войниково
Добри Войниково е село в Североизточна България. То се намира в община Хитрино, област Шумен.

## География
Селото е разположено на склон, основно по поречието на река Каменица. Склонът е разположен посока север-юг.

## История
До 1934 г. селото носи името Хасъкъой. Името има османски произход (хас) означаващ владение на султана.
Селото е отбелязвало своя празник със събор на 07.Ноември

## Население
Численост на населението според преброяванията през годините:
| \| Година на преброяване \| Численост \| \| --------------------- \| --------- \| \| 1934 \| 798 \| \| 1946 \| 805 \| \| 1956 \| 726 \| \| 1965 \| 603 \| \| 1975 \| 504 \| \| 1985 \| 429 \| \| 1992 \| 209 \| \| 2001 \| 197 \| \| 2011 \| 175 \| \| 2021 \| 171 \| |           |
| Година на преброяване | Численост |
| 1934 | 798       |
| 1946 | 805       |
| 1956 | 726       |
| 1965 | 603       |
| 1975 | 504       |
| 1985 | 429       |
| 1992 | 209       |
| 2001 | 197       |
| 2011 | 175       |
| 2021 | 171       |

### Етнически състав

#### Преброяване на населението през 2011 г.
Численост и дял на етническите групи според преброяването на населението през 2011 г.:
|                     | Численост | Дял (в %) |
| Общо                | 175       | 100.00    |
| Българи             | 32        | 18.28     |
| Турци               | 141       | 80.57     |
| Цигани              | –         | –         |
| Други               | –         | –         |
| Не се самоопределят | –         | –         |
| Неотговорили        | 2         | 1.14      |

## Културни и природни забележителности
В селото има църква „Свето Вьзнесение Господне“ построена върху основите на старата църква строена 1873 г.(по Османско време). Още по Османско време е имало килийно училище към църквата и по-късно след освобождението е основано и светското училище. Ето защо днес потомци на селото са изключително образовани хора между тях са: лекари, ветеринари, инженери, учители и други.

## Други
В селото има мравчен дъб, който е на повече от 550 години, има табела за защитено дърво, също и предпазна ограда около нея.
В селото е роден Марин Тодоров Колев 1917 г. - земеделски стопанин, депутат 1962-1965 г. 